# 카를하인츠 리들레
카를하인츠 리들레(독일어: Karl-Heinz Riedle, 1965년 9월 16일 ~)는 독일의 은퇴한 축구 선수로, 서독 국가대표팀 일원으로 1990년 FIFA 월드컵 우승을, 보루시아 도르트문트 소속으로 1997년 UEFA 챔피언스리그를 우승한 경력이 있다. 리들레는 국가대표팀 일원으로 42경기 출장하여 16골을 득점하였다.

## 경력
리들레는 TSV 엘호펜과 SV 바일러의 유소년팀을 거쳤다. 그의 첫 프로 클럽은 FC 아우크스부르크였고, 이후에 SpVgg 블라우 바이스 90 베를린으로 이적해 활약하다가, 그가 다음에 머무른 클럽인 SV 베르더 브레멘의 관심을 받았다. 그는 오토 레하겔 지도 하에 1987년에서 1990년까지 세시즌간 브레멘 소속으로 활약하였다. 그는 브레멘의 첫 시즌인 1987-88 시즌, 33경기에 출장하여 18골을 기록하며 팀의 우승에 공헌하였다. 같은 시즌, 그는 서독 국가대표팀의 첫 출전기회를 잡았다. 그는 국가대항전 첫 경기인 핀란드전에서 국가대표팀 데뷔골을 올렸다. 브레멘에서 리들레는 1987-88 시즌의 리그 우승 외에도 두 차례 DFB-포칼 결승전에 올랐으나 (1988-89 시즌과 1989-90 시즌), 두번 모두 준우승에 머물렀다.
1990년, 리들레는 3번째 FIFA 월드컵을 우승한 서독 국가대표팀의 일원이었다. 같은 해, 그는 이탈리아 세리에 A의 SS 라치오로 13M DM의 가격에 이적하였다. 그가 라치오에 머무른 기간 동안 인상 깊었던 경기로는 독일과 스웨덴 간의 UEFA 유로 1992 준결승전으로, 리들레는 덴마크와의 결승전에 진출하기 위해 2골을 득점하였다.
1993년, 리들레는 독일로 귀환하여 보루시아 도르트문트에 합류하였다. 그는 도르트문트가 1995년과 1996년에 분데스리가 2연패를 이끌었다. 1997년, 그는 유벤투스 FC와의 챔피언스리그 결승전에서 2골을 득점하여, 팀의 3-1 완승을 견인함과 동시에, 도르트문트의 첫 번째 빅이어를 수집하였다.
챔피언스리그 결승전 이후, 리들레는 잉글랜드 프리미어리그의 리버풀 FC로 이적하였다. 그는 주전 자리를 꿰차는데 실패한 뒤, 1999년에 풀럼 FC로 이적하였다. 리들레와 로이 에반스 전 리버풀 감독은 폴 브레이스웰이 2000년 3월에 해임된 뒤 1999-2000 시즌 잔여기간 동안 감독대행을 맡았다. 리들은 2001년에 축구계에서 은퇴하였다. 그는 퀸즈 파크 레인저스 FC와의 디비전 1 경기에서 마지막 골을 득점하였고, 풀럼은 2-0 승리를 거두었다.
그는 탁월한 점프력과 점프 타이밍, 헤딩 능력을 가지고 있어서 "에어 리들레" (Air Riedle) 라는 별명으로 불리기도 한다.

## 여담
리들레의 아들 알레산드로도 축구선수이며 현재 AC 벨린초나 소속이다.

## 수상

### 클럽

#### 베르더 브레멘
- 푸스볼-분데스리가: 1987-88
- DFL-슈퍼컵: 1988

#### 보루시아 도르트문트
- 푸스볼-분데스리가: 1994-95, 1995-96
- DFL-슈퍼컵: 1995, 1996
- UEFA 챔피언스리그: 1996-97

#### 풀럼
- EFL 챔피언십 : 2000-01

#### 독일
- FIFA 월드컵 우승: 1990
- UEFA 유럽 축구 선수권 대회 준우승: 1992
- 하계 올림픽 동메달: 1988
- US컵 : 1993

#### 개인
- UEFA컵 득점왕 : 1989-90
- UEFA 유로 득점왕 : 1992

| 독일 축구 국가대표팀 | 독일 축구 국가대표팀 | 독일 축구 국가대표팀 |
| 연도                 | 출장                 | 골                   |
| -------------------- | -------------------- | -------------------- |
| 1988                 | 1                    | 1                    |
| 1989                 | 3                    | 1                    |
| 1990                 | 9                    | 1                    |
| 1991                 | 5                    | 3                    |
| 1992                 | 10                   | 4                    |
| 1993                 | 8                    | 5                    |
| 1994                 | 6                    | 1                    |
| 합계                 | 42                   | 16                   |